# 鐵蛋

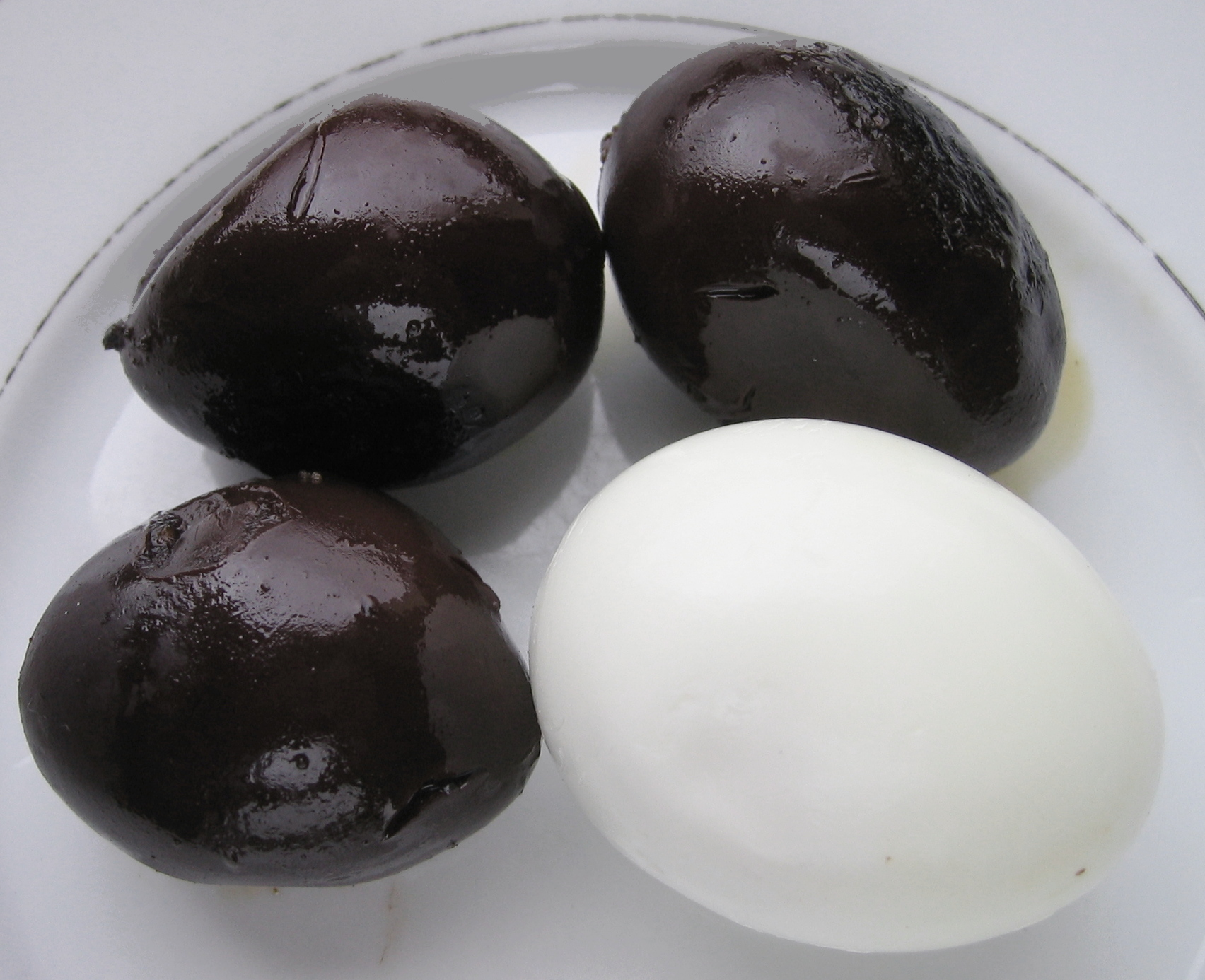
鐵蛋與水煮蛋相比

鐵蛋為台灣新北市淡水區的著名小吃，由滷蛋衍生成的蛋類小吃。鐵蛋的製作非常費時，每天必須用含有醬油及五香配方的滷料，經過三個小時的滷程，然後用電扇吹乾，每天必須依此程序製作，持續一個星期才算完成鐵蛋製作。

## 起源說法

### 黃張哖
相傳由在渡船頭畔經營一片被討海人（海腳）諢稱為「海腳大飯店」的小麵攤的黃張哖，在一個下雨天的日子，由於生意不好，於是將滷蛋不斷的回鍋，因為滷好的蛋海風一直吹，越滷越大，越滷越黑，沒想到客人卻喜歡上這種更有嚼勁、更加美味的黑滷蛋，之後經由《民生報》記者林明峪採訪，於1983年寫了一篇報導，標題為「淡水鐵蛋，硬是要得」，報導引起許多人的注意，甚至有日本的媒體到台灣採訪，之後，鐵蛋也就成為了淡水有名的小吃了。黃張哖（阿哖婆）所做的阿婆鐵蛋出名後，大量生產鐵蛋供商家批貨販賣，楊碧雲是當年的批貨商之一，後來自己引進製作技術，搶先將「阿婆鐵蛋」申請為註冊商標，日後反倒成為鐵蛋的元祖店家，就是現在老街上極富盛名的「阿婆鐵蛋」。而阿哖婆的女兒黃玲紅，雖然八歲開始就幫著母親顧店做鐵蛋，一手做出的鐵蛋有「阿母的味道」，卻認為當初是因為自己不懂註冊商標的方式，而先讓別人申請去了，只有另外申請了「海邊鐵蛋」的註冊商標。黃玲紅無奈的說，儘管當地的鎮公所都知道這段歷史，每次總努力邀請黃張哖自己製作的「海邊鐵蛋」參加各地園遊集會做推廣，往往客人卻總說這不是阿婆鐵蛋不願購買，而錯過了一嚐真正阿婆鐵蛋的滋味。儘管如此，黃玲紅為了紀念當初發明鐵蛋的創始人阿哖婆，所以後來又另在註冊商標上加上了阿婆兩個字，於是商標便成了「海邊阿（哖）婆鐵蛋」，由於「阿婆鐵蛋」早已打響名聲，鐵蛋市場已經沒有阿哖婆鐵蛋的立足之地而就此式微。目前已無營業，黃張哖（阿哖婆）也已過世多年，她的兒子改賣飲料汽水。

### 楊碧雲
一名經營早餐店並兼賣滷蛋的楊碧雲女士，無意間將蛋滷得過久，蛋就變成了越來越硬、越來越黑，且又黑又硬的滷蛋，品嚐起來的味道是非常美味的，之後，楊女士就將此蛋稱為「鐵蛋」。
楊碧雲原想將此美食取名為「元祖鐵蛋」，但是有一家專門在販售麻糬的元祖食品連鎖店，為了不與元祖同名而侵犯專利權，因此，楊碧雲就將這種鐵蛋稱之為「阿婆鐵蛋」。
但1983年，楊碧雲年紀不大，不可能名為「阿婆」，因此這種說法令人存疑。